# Borås Folkblad
Borås Folkblad var en kommunistisk dagstidning utgiven från 16 april 1943 till 30 november 1957. Tidningens fullständiga titel var också Borås Folkblad, utan andra tillägg.

## Redaktion
Organisationsanknytning för tidningen var Sveriges Kommunistiska Parti och tidningens politisk tendens var kommunistisk. Redaktionsort  var Borås med adress Järnvägsgatan 22 hela utgivningstiden. Tidningen kom endast fredagar till 1 maj 1947, sedan endast torsdagar till 22 december 1949 och därefter 6 dagar i veckan 1950 till nedläggningen. Edition , en veckoupplaga fanns 1954 till 1957. Tidningen uppgick i Ny Dag 1 december 1957.
| Period                 | Ansvarig utgivare | Period                 | Redaktör           |
| 1943-04-16--1949-12-22 | Eurén, Rickard    | 1943-04-16--1949-12-22 | Johansson, Bertil  |
| 1950-02-01--1953-04-20 | Hansson, Gunnar   | 1950-02-01--1951-09-04 | Pettersson, Hubert |
| 1953-04-21--1957-11-30 | Adolfsson, Gunnar | 1951-09-06--1957-11-30 | Johansson, Bertil  |

## Tryckning
Förlag  hette Inapress med säte i Stockholm. Tryckeri var 1943 till 1949 Tryckeriaktiebolag Västermalm i Stockholm och sedan 1950-1957 Västan tryckeriaktiebolag i Göteborg. Tidningens 8-12 sattes i svart med antikva på varierande satsytor från stor till tabloidformat. Från 1947 hade tidningen möjlighet att trycka två färger. Tidningen upplaga är känd 1951-1957 och den var störst 1951 med 700 exemplar och bara 300 1957- Tidningen kostade 5 kr i prenumeration 1943 och 14 kr 1949. Då den blev sexdagars 1950 var priset 33 kronor helåret medan veckoupplagan kostade 12 kr per år.